# Thalerommata caudicula
Espèce
Synonymes
- Mitura caudicula Simon, 1886

Thalerommata caudicula est une espèce d'araignées mygalomorphes de la famille des Theraphosidae.

## Distribution
Cette espèce est endémique d'Argentine.

## Description
La carapace de la femelle holotype mesure 7,8 mm de long sur 6 mm et l'abdomen 11 mm de long sur 6 mm.

## Systématique et taxinomie
Cette espèce a été décrite sous le protonyme Mitura caudicula par Simon en 1886. Elle est placée dans le genre Mitothele par Simon en 1892, dans le genre Heterothele par Simon en 1903 puis dans le genre Thalerommata par Nicoletta et Ferretti en 2024.

## Publication originale
- Simon, 1886 : « Arachnides recueillis en 1882-1883 dans la Patagonie méridionale, de Santa Cruz à Punta Arena, par M. E. Lebrun, attaché comme naturaliste à la Mission du passage de Vénus. » Bulletin de la Société zoologique de France, vol. 11, p. 558-577 (texte intégral).